# Cầu mây tại Đại hội Thể thao châu Á 2022
Cầu mây sẽ là một trong những bộ môn được thi đấu tại Đại hội Thể thao châu Á 2022 và được tổ chức tại Nhà thi đấu Trung tâm Thể thao Kim Hoa, Kim Hoa, Chiết Giang, Trung Quốc từ ngày 24 tháng 9 năm 2023 đến ngày 07 tháng 10 năm 2023.

## Các quốc gia tham dự
Các vận động viên tới từ 12 quốc gia thi đấu môn cầu mây tại Đại hội thể thao châu Á 2022:
- Trung Quốc
- Ấn Độ
- Indonesia
- Nhật Bản
- Lào
- Malaysia
- Myanmar
- Philippines
- Singapore
- Hàn Quốc
- Thái Lan
- Việt Nam

## Danh sách huy chương

### Nam
| Nội dung  | Vàng | Bạc | Đồng |
| --------- | --- | --- | --- |
| Regu      | Thái Lan · Pattarapong Yupadee · Sittipong Khamchan · Siriwat Sakha · Varayut Jantarasena · Pichet Pansan | Malaysia · Bin Amir Amirul Zazwan · Marican Muhammad Zarif · Bin Mohd Rosdi Mohammad Syahir · Bin Alias Mohamad Azlan · Bin Mohd Razali Muhammad Afifuddin | Philippines · Rheyjey Ortouste · Jason Huerte · Mark Joseph Gonzales · Ronsited Gabayeron · Jom Lerry Rafael |
| Regu      | Thái Lan · Pattarapong Yupadee · Sittipong Khamchan · Siriwat Sakha · Varayut Jantarasena · Pichet Pansan | Malaysia · Bin Amir Amirul Zazwan · Marican Muhammad Zarif · Bin Mohd Rosdi Mohammad Syahir · Bin Alias Mohamad Azlan · Bin Mohd Razali Muhammad Afifuddin | Việt Nam · Huỳnh Ngọc Sang · Vương Minh Châu · Ngô Thành Long · Nguyễn Hoàng Lân · Đầu Văn Hoàng |
| Quadrant  | Myanmar · Thu Aung Khant · Oo Thant Zin · Ko Zin Ko · Oo Zin Min · Zaw Shein Wunna · Tun Thant Zin | Indonesia · Muhammad Hafidz · Rusdi · Diky Apriadi · Muh. Hardiansyah Muliang · Rijal Saiful · Abdul Halim Radjiu | Philippines · Rheyjey Ortouste · Jason Huerte · Vince Alyson Torno · Mark Joseph Gonzales · Ronsited Gabayeron · Jom Lerry Rafael |
| Quadrant  | Myanmar · Thu Aung Khant · Oo Thant Zin · Ko Zin Ko · Oo Zin Min · Zaw Shein Wunna · Tun Thant Zin | Indonesia · Muhammad Hafidz · Rusdi · Diky Apriadi · Muh. Hardiansyah Muliang · Rijal Saiful · Abdul Halim Radjiu | Nhật Bản · Toshitaka Naito · Yota Ichikawa · Ryota Haruhara · Wataru Narawa · Seiya Takano · Yuki Sato |
| Team Regu | Thái Lan · Siriwat Sakha · Thawisak Thongsai · Pattarapong Yupadee · Rachan Viphan · Pornthep Tinbangbon · Sittipong Khamchan · Varayut Jantarasena · Wichan Temkort · Kritsanapong Nontakote · Pichet Pansan · Tanaphon Sapyen · Marukin Phanmakon | Malaysia · Aidil Aiman Azwawi · Amirul Zazwan Amir · Farhan Adam · Mohd Azlan Alias · Mohd Syahir Rosdi · Khairol Zaman Hamir Akhbar · Muhd Afifuddin Razali · Muhd Hairul Hazizi Haidzir · Muhd Haziq Hairul Nizam · Muhd Noraizat Nordin · Muhd Zaim Razali · Muhd Zarif Marican | Hàn Quốc · Im An-soo · Seonwoo Young-su · Jeong Ha-sung · Lee Min-ju · Kim Jung-man · Kim Young-cheol · Lee Woo-jin · Lim Tae-gyun · Lee Jae-seong · Seo Seung-beom · Lee Jun-uk · Kim Hyun-soo                                                       |
| Team Regu | Thái Lan · Siriwat Sakha · Thawisak Thongsai · Pattarapong Yupadee · Rachan Viphan · Pornthep Tinbangbon · Sittipong Khamchan · Varayut Jantarasena · Wichan Temkort · Kritsanapong Nontakote · Pichet Pansan · Tanaphon Sapyen · Marukin Phanmakon | Malaysia · Aidil Aiman Azwawi · Amirul Zazwan Amir · Farhan Adam · Mohd Azlan Alias · Mohd Syahir Rosdi · Khairol Zaman Hamir Akhbar · Muhd Afifuddin Razali · Muhd Hairul Hazizi Haidzir · Muhd Haziq Hairul Nizam · Muhd Noraizat Nordin · Muhd Zaim Razali · Muhd Zarif Marican | Lào · Adong Phoumisin · Daovy Xanavongxay · Po Masopha · Yothin Sombatphouthone · Phitthasanh Bounpaseuth · Phonesavanh Phimmachak · Soukkaserm Chanthahieng · Sommanyvanh Phakonekham · Daophachanh Moungsin · Nanthisen Kantana · Noum Souvannalith |

### Nữ
| Nội dung  | Vàng | Bạc | Đồng |
| --------- | --- | --- | --- |
| Đôi       | Thái Lan · Somruedee Pruepruk · Sirinan Khiaopak · Primprapha Kaewkhamsai · Ratsamee Thongsod · Wiphada Chitpuan | Việt Nam · Trần Thị Hồng Nhung · Nguyễn Thị Yến · Trần Thị Ngọc Yến · Lê Thị Tú Trinh · Nguyễn Thị Ngọc Huyền                                                                      | Hàn Quốc · Jeon Gyu-mi · Bae Han-oul · Wi Ji-seon · Park Seon-ju · Lee Jin-hee |
| Đôi       | Thái Lan · Somruedee Pruepruk · Sirinan Khiaopak · Primprapha Kaewkhamsai · Ratsamee Thongsod · Wiphada Chitpuan | Việt Nam · Trần Thị Hồng Nhung · Nguyễn Thị Yến · Trần Thị Ngọc Yến · Lê Thị Tú Trinh · Nguyễn Thị Ngọc Huyền                                                                      | Ấn Độ · Priya Devi Elangbam · Chaoba Dev Oinam · Maipak Devi Ayekpam · Khushbu · Bi Devi Elangbam |
| Quadrant  | Việt Nam · Trần Thị Ngọc Yến · Trần Thị Hồng Nhung · Nguyễn Thị Yến · Nguyễn Thị Ngọc Huyền · Nguyễn Thị Mỹ · Lê Thị Tú Trinh | Indonesia · Dita Pratiwi · Fujy Lestari · Leni · Lena · Kusnelia · Florensia Cristy                                                                                                | Trung Quốc · Feng Jingyan · Chen Yan · Zhou Jiawen · Cui Yonghui · Chen Shishi · Tang Rongmei |
| Quadrant  | Việt Nam · Trần Thị Ngọc Yến · Trần Thị Hồng Nhung · Nguyễn Thị Yến · Nguyễn Thị Ngọc Huyền · Nguyễn Thị Mỹ · Lê Thị Tú Trinh | Indonesia · Dita Pratiwi · Fujy Lestari · Leni · Lena · Kusnelia · Florensia Cristy                                                                                                | Lào · Nouandam Volavouth · Norkham Vongxay · Namfonh Morladok · Koy Xayavong · Lae Inthavong · Aksonesavanh Philavong                                                                                |
| Team Regu | Thái Lan · Masaya Duangsri · Primprapha Kaewkhamsai · Kaewjai Pumsawangkaew · Pruksa Maneewong · Ratsamee Thongsod · Manlika Bunthod · Somruedee Pruepruk · Wiphada Chitphuan · Sirinan Khiaopak · Usa Srikhamlue · Nipaporn Salupphon · Wassana Soiraya | Hàn Quốc · Park Seon-ju · Kim Se-young · Jeon Gyu-mi · Bae Han-oul · Lee Min-ju · Bae Chae-eun · Wi Ji-seon · Choi Ji-na · Kim Ji-eun · Han Ye-ji · Park Sung-gyung · Jo Seo-hyeon | Lào · Norkham Vongxay · Nouandam Volavouth · Vansone Bouavong · Neechapad Mapha · Aliya Navasit · Sone Amphay Soulinthone · Koy Xayavong · Namfonh Morladok · Aksonesavanh Philavong · Lae Inthavong |
| Team Regu | Thái Lan · Masaya Duangsri · Primprapha Kaewkhamsai · Kaewjai Pumsawangkaew · Pruksa Maneewong · Ratsamee Thongsod · Manlika Bunthod · Somruedee Pruepruk · Wiphada Chitphuan · Sirinan Khiaopak · Usa Srikhamlue · Nipaporn Salupphon · Wassana Soiraya | Hàn Quốc · Park Seon-ju · Kim Se-young · Jeon Gyu-mi · Bae Han-oul · Lee Min-ju · Bae Chae-eun · Wi Ji-seon · Choi Ji-na · Kim Ji-eun · Han Ye-ji · Park Sung-gyung · Jo Seo-hyeon | Indonesia · Wan Annisa Rachmadi · Lena · Florensia Cristy · Fitra Siu · Dita Pratiwi · Dona Aulia · Asmira · Frisca Kharisma Indrasari · Leni · Asmaul Husna · Fujy Lestari · Kusnelia               |

## Bảng tổng sắp huy chương
| Hạng                | Đoàn                | Vàng | Bạc | Đồng | Tổng số |
| ------------------- | ------------------- | ---- | --- | ---- | ------- |
| 1                   | Thái Lan (THA)      | 4    | 0   | 0    | 4       |
| 2                   | Việt Nam (VIE)      | 1    | 1   | 1    | 3       |
| 3                   | Myanmar (MYA)       | 1    | 0   | 0    | 1       |
| 4                   | Indonesia (INA)     | 0    | 2   | 1    | 3       |
| 5                   | Malaysia (MAS)      | 0    | 2   | 0    | 2       |
| 6                   | Hàn Quốc (KOR)      | 0    | 1   | 2    | 3       |
| 7                   | Lào (LAO)           | 0    | 0   | 3    | 3       |
| 8                   | Philippines (PHI)   | 0    | 0   | 2    | 2       |
| 9                   | Nhật Bản (JPN)      | 0    | 0   | 1    | 1       |
| 9                   | Trung Quốc (CHN)    | 0    | 0   | 1    | 1       |
| 9                   | Ấn Độ (IND)         | 0    | 0   | 1    | 1       |
| Tổng số (11 đơn vị) | Tổng số (11 đơn vị) | 6    | 6   | 12   | 24      |